# 佩什马区
佩什马区（羅馬化：Pyshminskiy rayon）是俄罗斯斯维尔德洛夫斯克州的一个区，行政中心为市级镇佩什马，面积1,899.1平方（733.2平方英里）。该区2021年人口有18,930人；2010年人口20,614；2002年人口22,519；1989年人口25,277。